# Joaquín Nin-Culmell
Joaquín Nin-Culmell (Berlín, 5 de septiembre de 1908-Oakland, California; 14 de enero de 2004) fue un compositor cubano-español naturalizado estadounidense.

## Biografía
Hijo del también compositor cubano de ascendencia española Joaquín Nin y de la cantante de ópera catalano-danesa nacida en Cuba Rosa Culmell, hermano de la escritora Anaïs Nin y Thorvald Nin, inició sus estudios musicales en Barcelona con Conchita Badía (1913-1915), una estudiante de su madre, que se convertiría más tarde en una gran intérprete vocal de la obra de Manuel de Falla. Desde 1914 y hasta 1923, residió en Nueva York, trasladándose a París en 1924 para estudiar en su Schola Cantorum. En 1930 se graduó con diploma superior de la clase con Paul Braud. Igualmente estudió con Alfred Cortot y Ricard Viñes. En 1932, gracias a una carta de recomendación de Falla, ingresó en el Conservatorio de París a fin de recibir formación de Paul Dukas. Fue docente del Williams College de Massachusetts, Estados Unidos (1944) y de la Universidad de California, en Berkeley.
De entre su producción, de carácter fuertemente impresionista, destacan el Concierto para piano (1946), Canciones tradicionales cubanas (1952), Diferencias sobre un tema de Gaspar Sanz (1953), Seis variaciones sobre un tema de Lluís de Milà, para guitarra (1954), Doce canciones populares de Cataluña (1957), Tres tonadas mallorquinas, el ballet El burlador de Sevilla (1957), la ópera La Celestina (1965) y la obra orquestal Diferencias (1962).
Una parte del fondo de Joaquín Nin-Culmell se conserva en la Biblioteca de Cataluña. Las composiciones hológrafas y el resto de su biblioteca se conservan en la Universidad de California, Berkeley.